# Janjaem Suwannapheng
Janjaem Suwannapheng (thaï : จันทร์แจ่ม สุวรรณเพ็ง), née le 25 septembre 2000 dans la province de Nong Khai, est une boxeuse thaïlandaise. Elle remporte en boxe dans la catégorie des moins de 66 kg la médaille de bronze aux Jeux olympiques de Paris en 2024